# Michelle Kwan
Michelle Kwan, född 7 juli 1980 USA, är en amerikansk konståkare som bland annat har vunnit två OS-medaljer och även vunnit medaljer i andra mästerskap.